# Maria Duțu
Maria Alexandra Duțu (* 23. März 2001) ist eine rumänische Badmintonspielerin.

## Karriere
Maria Duțu gewann 2016 ihre ersten beiden nationalen Juniorentitel. Fünf weitere Titel folgten 2017 bis 2019. Bei den Greece International 2017 wurde sie Dritte im Doppel. Bei den Greece International 2018 und den Croatian International 2019 belegte sie jeweils Rang fünf im Damendoppel, bei erstgenannter Veranstaltung ebenfalls Platz fünf im Mixed. im November 2017 gewann sie bei der rumänischen Badmintonmeisterschaft der Erwachsenen Silber im Mixed und Bronze im Damendoppel. Ein Jahr später steigerte sie ihre Medaillenausbeute auf Silber im Dameneinzel und Damendoppel sowie Bronze im Mixed.

## Sportliche Erfolge
| Saison    | Veranstaltung                                | Disziplin   | Platz | Name                                   |
| --------- | -------------------------------------------- | ----------- | ----- | -------------------------------------- |
| 2016      | Rumänien: Einzelmeisterschaften der Junioren | Damendoppel | 1     | Maria Duțu / Ioana Grecea              |
| 2016      | Rumänien: Einzelmeisterschaften der Junioren | Mixed       | 1     | Mihai Grosu / Maria Duțu               |
| 2017      | Slovenian Juniors 2017                       | Damendoppel | 2     | Maria Duțu / Ioana Grecea              |
| 2017      | Hungarian Juniors 2017                       | Damendoppel | 3     | Maria Dutu / Ioana Grecea              |
| 2017      | Slovak Juniors 2017                          | Damendoppel | 2     | Maria Duțu / Ioana Grecea              |
| 2017      | Italian Juniors 2017                         | Damendoppel | 2     | Maria Duțu / Ioana Grecea              |
| 2017      | Rumänien: Einzelmeisterschaften der Junioren | Dameneinzel | 1     | Maria Duțu                             |
| 2017      | Rumänien: Einzelmeisterschaften der Junioren | Damendoppel | 1     | Maria Duțu / Ioana Grecea              |
| 2017      | Rumänien: Einzelmeisterschaften              | Mixed       | 1     | Daniel Popescu / Maria Duțu            |
| 2017/2018 | Rumänien: Einzelmeisterschaften              | Damendoppel | 3     | Maria Duțu / Ioana Grecea              |
| 2017/2018 | Rumänien: Einzelmeisterschaften              | Mixed       | 2     | Collins Valentine Filimon / Maria Duțu |
| 2018      | Hungarian Juniors 2018                       | Damendoppel | 3     | Maria Duțu / Ioana Grecea              |
| 2018/2019 | Rumänien: Einzelmeisterschaften              | Dameneinzel | 2     | Maria Duțu                             |
| 2018/2019 | Rumänien: Einzelmeisterschaften              | Damendoppel | 2     | Maria Duțu / Ioana Grecea              |
| 2018/2019 | Rumänien: Einzelmeisterschaften              | Mixed       | 3     | Collins Valentine Filimon / Maria Duțu |
| 2019      | Israel Juniors 2019                          | Dameneinzel | 1     | Maria Duțu                             |